# Pionca
Pionca is een plaats (frazione) in de Italiaanse gemeente Vigonza.